# 慈雲山十三太保
慈雲山十三太保是香港1970年代位於九龍黃大仙區的公共屋邨慈雲山邨當中最著名的童黨組織，屬於三合會社團14K，全盛期活躍於九龍寨城。成員於長大後均已經改邪歸正。

## 成員
慈雲山十三太保並非有十三位成員
- 陳慎芝（首領，綽號茅躉華）後成為傳道人，福音戒毒工作者，香港十大傑出青年
- 李健明（綽號天真）後成為牧師
- 李兆基（綽號高飛）後成為演員，電影製作人
- 陳振輝（綽號貓仔）
- 吴克明（綽號钱罂）
- 张增杰（綽號儍喼）

## 改編電影
「慈雲山十三太保」被取材成為電影，後來成為演員的前成員李兆基親身演出。
- 《慈雲山十三太保》：於1995年4月22日上映。
- 《毒。誡》：於2017年5月18日上映。講述慈雲山十三太保陳慎芝從吸毒、鬥毆的江湖人士後來戒毒成功并投入戒毒相關社會工作，後來更獲得香港十大傑出青年。